# Hokkaido (rasa psa)

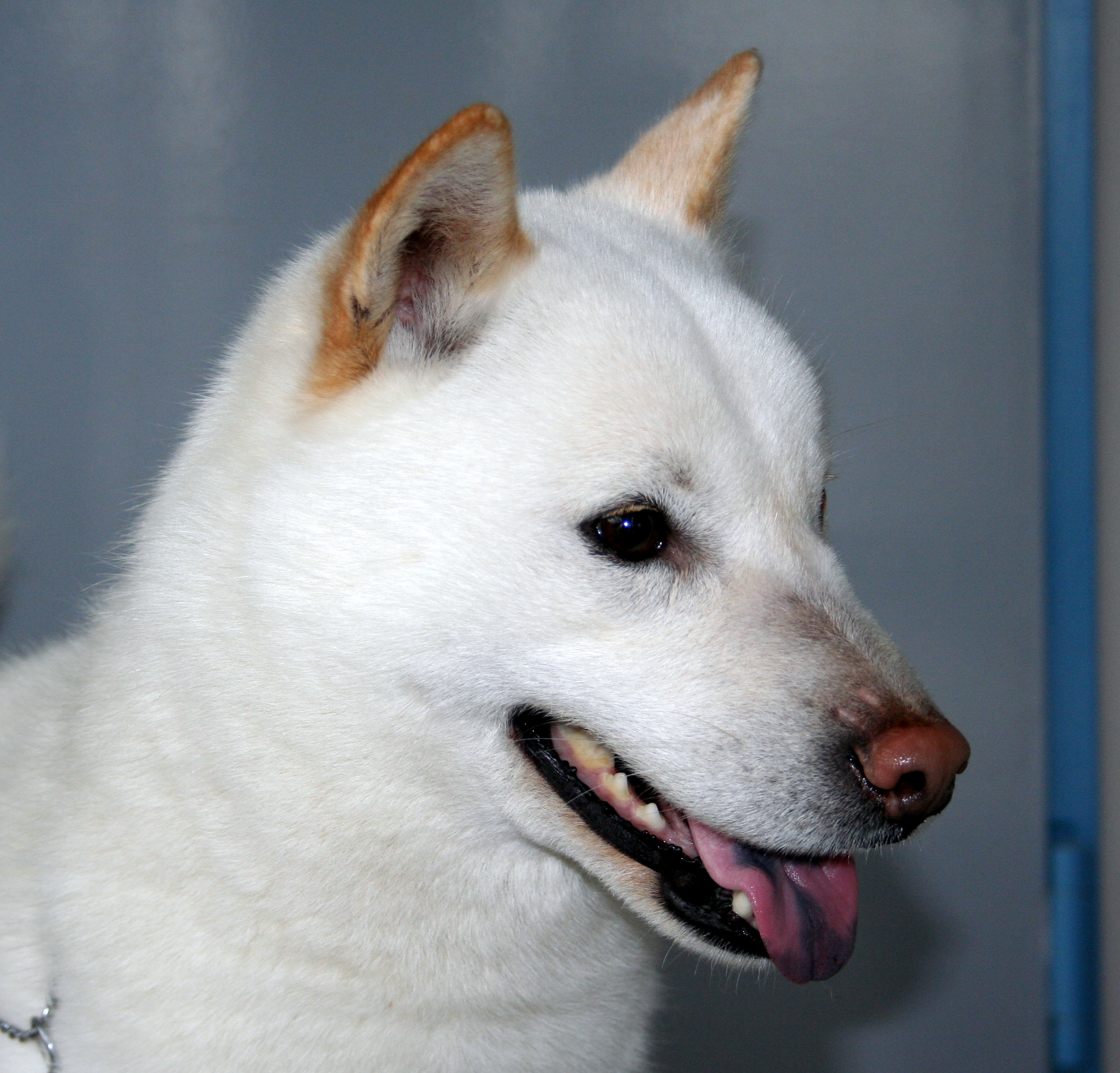
Głowa Hokkaido inu

Hokkaido – rasa psa należąca do grupy szpiców i psów pierwotnych, zaklasyfikowana do sekcji szpiców azjatyckich i ras pokrewnych. Nazwa tej rasy określa miejsce pochodzenia i może być tłumaczona jako „pies z Hokkaido” lub „pies Ajnów”. Nie podlega próbom pracy.

## Rys historyczny
Według niektórych teorii przyjmuje się, że przodkami tej rasy były psy, które Ajnowie (pierwsi ludzie zasiedlający Japonię) przywieźli ze sobą, poruszając się na północ z regionu Tohoku na wyspie Honsiu. Na Hokkaido, najbardziej na północ wysuniętej części Japonii, lata są krótkie, a zimy mroźne i pełne śniegu. Tam hokkaido przystosował się do życia razem z Ajnami, którzy utrzymywali się z polowania.
Psy były używane głównie do polowania na dziką zwierzynę tj. lisy, dziki, niedźwiedzie (słowo matagi oznaczające zawodowego łowcę zostało wprowadzone do jęz. japońskiego z jęz. Ajnów). W 1937 roku, kiedy oficjalnie zostały ustanowione pomnikiem przyrody, psy otrzymały nazwę hokkaido, żeby pozostać w zgodzie ze zwyczajem określania psich ras od regionu, w którym powstały. Jako że Ajnowie utrzymywali się głównie z polowania i łowienia ryb, rasa ta była hodowana głównie na nabrzeżach wysp albo wzdłuż głównych rzek, tj. na płaskowyżu Ishikari i w rejonie gór Hidaka.

## Wygląd

### Budowa
Średniej wielkości pies, z silnie zaznaczonym dymorfizmem płciowym (drugorzędowe cechy płciowe). Dobrze wyważony, o mocnej budowie i dobrej kości. Mięśnie twarde i wyrzeźbione.
- Proporcje: Stosunek wysokości w kłębie do długości tułowia wynosi 10:11. Stosunek długości czaszki do długości grzbietu nosa wynosi 3:2. Długość czaszki równa szerokości w policzkach wynosi ok. jednej czwartej wysokości w kłębie.
- Głowa
  - Mózgoczaszka: Czaszka i czoło szerokie i lekko płaskie. Stop płytki, ale zaznaczony.
  - Trzewioczaszka: Nos czarny, przy białej sierści dozwolony cielisty; grzbiet nosa prosty. Kufa klinowata. Wargi przylegające, z czarnymi krawędziami. Uzębienie mocne, zgryz nożycowy. Policzki dobrze rozwinięte. Oczy względnie małe, prawie trójkątne, szeroko rozstawione, koloru brązowego. Uszy małe, trójkątne, lekko nachylone do przodu i mocno spiczaste. Szyja potężna i muskularna, bez podgardla.
- Tułów
  - Kłąb jest wysoki.
  - Grzbiet jest prosty i mocny.
  - Lędźwie są umiarkowanie szerokie i muskularne.
  - Zad jest odpowiednio cięty.
  - Klatka piersiowa ma dobrze rozwinięte przedpiersie, jest głęboka i umiarkowanie szeroka; żebra o dobrej elastyczności.
  - Brzuch: Dobrze podciągnięty.
  - Ogon jest wysoko osadzony, gruby i noszony nad grzbietem, silnie skręcony lub sierpowaty; opuszczony ogon sięga prawie do stawów skokowych.
- Kończyny
  - Kończyny przednie: Łopatki umiarkowanie kątowane. Przedramiona proste, o wyraźnych konturach. Śródręcza lekko odsiebne.
  - Kończyny tylne: Potężne. Stawy skokowe mocne, wytrzymałe, dostatecznie silne. Łapy/stopy: Palce dobrze wysklepione i cile zwarte; poduszki twarde i elastyczne; pazury twarde, koloru czarnego lub ciemnego.
- Chód jest żywy, szybki, lekki i sprężysty.

### Szata i umaszczenie
Włos okrywowy jest twardy, sztywny i prosty, a podszerstek miękki i gęsty. Włos na ogonie dosyć długi i sterczący. Umaszczenie spotykane jest sezamowe, pręgowane, rude, czarne, czarne podpalane, białe.
W przeciwieństwie do pozostałych ras japońskich hokkaido ma bardzo gęsty podszerstek. Język może być niebiesko-czarny, co sugeruje powiązanie z chow chow z Chin. Hokkaido podobnie tak jak Kai znajduje się w dolnej części tabeli rozmiarów średnich psów japońskich. W związku z tym wiele osób twierdzi, że jest zbyt mały żeby zaliczać się do tej kategorii.

### Wady
Jakiekolwiek odchylenie od powyższych ustaleń powinno być uznane za wadę, a waga jaką się do niej przywiązuje, musi być proporcjonalna do stopnia odchylenia:
- lekki tyłozgryz lub przodozgryz
- wyraz przeciwnej płci (suczy samiec, samcza suka).

Wady dyskwalifikujące:
- zdecydowany tyłozgryz lub przodozgryz,
- nie spiczaste uszy,
- wiszący lub krótki ogon,
- bojaźliwość.

Psy muszą posiadać dwa wyraźne jądra, prawidłowo rozwinięte, w pełni opuszczone do moszny. Błękitnoczarne (sine) zabarwienie języka nie jest uznawane za wadę.

## Zachowanie i charakter
Żeby móc walczyć z niedźwiedziami, psy te oprócz odwagi musiały posiadać również bystre zmysły i zręczność. Ainu są samodzielne w pracy, potrafią podejmować decyzje dotyczące zagrożenia ludzkiej rodziny, z którą żyją. Są bardzo wytrzymałe fizycznie oraz są w stanie wytrzymać ekstremalne zimno. Wszystkie te cechy są bezpośrednim wynikiem wyjątkowo trudnych warunków środowiskowych, do których musiały się dostosować.
Hokkaido jest bardzo nieufny wobec obcych i może zachowywać się agresywnie wobec nich, ale wobec swojego właściciela są lojalne. Psy tej rasy mogą być nadpobudliwe. Hokkaido ma bardzo silną osobowość, co powoduje, że często nie można odwołać go od ataku, nawet przez właściciela. Wymaga stałych ćwiczeń i powinien być hodowany przez osoby z doświadczeniem w hodowli psów. Z drugiej strony z powodu wykształcania się silnych związków z właścicielem pies jest bardzo mu posłuszny.

## Użytkowość
Jeśli otrzymają porządne podstawowe szkolenie z zakresu posłuszeństwa mogą się stać bardzo dobrym psem stróżującym i godnym zaufania towarzyszem. W trakcie II wojny światowej hokkaido były hodowane jako psy na użytek wojska, przenosiły wiadomości i były używane do tropienia oddziałów przeciwnika.